# Мемелер
Мемелер или Мемилер (на гръцки: Μεμελέρι) е историческо село в Република Гърция, на територията на дем Сервия, област Западна Македония.

## География
Селото е било разположено северно от Имера (Хейбели), в южното подножие на връх Окюзова на планината Скопос.

## История
Селото е старо. Към края на XIX век е напуснато от жителите си. Обновено е след 1923 година, когато в него са заселени няколко семейства гърци бежанци. По-късно жителите му се изселват, вероятно в Имера.
| Година    | 1913 | 1920 | 1928 | 1940 | 1951 | 1961 | 1971 | 1981 | 1991 | 2001 | 2011 | 2021 |
| --------- | ---- | ---- | ---- | ---- | ---- | ---- | ---- | ---- | ---- | ---- | ---- | ---- |
| Население |      |      | 22   |      |      |      |      |      |      |      |      |      |